# Urushiol
Urushiol är en olja som återfinns i växter i familjen Anacardiaceae speciellt Toxicodendron till exempel giftek, giftmurgröna och giftsumak.
Den återfinns också i nötskalet hos cashewnötter (Anacardium occidentale) och i växtsaften och skalet hos mango. 
Om man bryter bort skaftet på en grön mangofrukt så sprids en fin aerosol av växtsaft som orsakar kraftiga reaktioner hos en tidigare sensibiliserad person.
Den orsakar allergiska utslag vid kontakt med huden, vilket kallas urushiol-orsakad kontaktdermatit.
Namnet kommer från det japanska ordet urushi som betecknar en lack som tillverkas i ostasien från växtsaften av kiurushi-träd, Toxicodendron vernicifluum.
Oxidationen och polymerisationen av urushiol från trädets växtsaft i närvaro av fukt bildar en hård lack som används för att tillverka kinesiska och japanska lackvaror.
Urushiol är en gul oljig vätska med en kokpunkt mellan 200 och 210 °C. Den är blandbar med alkohol och eter men i det närmaste olöslig i vatten. 
Kemiskt sett är urushiol en blandning av flera närbesläktade föreningar. Var och en av dessa består av en katekol ersatt med en alkylkedja som har 15 eller 17 kolatomer.
Alkylgruppen kan vara mättad eller omättad. Den exakta blandningen beror på vilken art som oljan kommer.
Som exempel, uroshiololja från en giftek innehåller katekoler med C17 sidokedjor medan giftmurgröna och giftsumak mestadels innehåller katekoler med C15 sidokedjor.
Den allergiska reaktionen beror på graden av omättade alkylkedjor. Mindre än hälften av befolkningen reagerar på mättad urushiololja medan över 90% reagerar på urushiol med minst två dubbelbindningar.
| Namn         | Grundstruktur                | Rest (R)                      | Form     | Smältpunkt | CAS-Nummer |
| ------------ | ---------------------------- | ----------------------------- | -------- | ---------- | ---------- |
| Urushiol I   | Strukturgerüst der Uroshiole | -(CH2)14CH3                   | fast     | 58–59 °C   | 53237-59-5 |
| Urushiol II  | Strukturgerüst der Uroshiole | -(CH2)7CH=CH(CH2)5CH3         | flytande |            | 53237-59-5 |
| Urushiol III | Strukturgerüst der Uroshiole | -(CH2)7CH=CHCH2CH=CH(CH2)2CH3 | flytande |            | 53237-59-5 |
| Urushiol IV  | Strukturgerüst der Uroshiole | -(CH2)7CH=CHCH2CH=CHCH=CHCH3  | flytande |            | 53237-59-5 |
| Urushiol V   | Strukturgerüst der Uroshiole | -(CH2)7CH=CHCH2CH=CHCH2CH=CH2 | flytande |            | 53237-59-5 |
| Enligt       |                              |                               |          |            |            |